# Drużynowe Mistrzostwa Świata na Żużlu 1997
Drużynowe Mistrzostwa Świata na Żużlu 1997 – zawody żużlowe, mające na celu wyłonienie medalistów drużynowych mistrzostw świata w sezonie 1997.

## Eliminacje

### Grupa B
- Krško, 21 czerwca 1997
- Awans:  Słowenia oraz  Włochy
- Uwaga: z udziału zrezygnowały  Holandia oraz  Białoruś

| 1 | Słowenia  | 38 | Matej Ferjan (17) Izak Šantej (14) Gerhard Lekse (7)                |
| 2 | Włochy    | 29 | Andrea Maida (16) Alessandro Dalle Valle (8) Simone Tadiello (5)    |
| 3 | Austria   | 24 | Toni Pilotto (12) Helmut Lercher (7) Andy Bössner (5)               |
| 4 | Chorwacja | 16 | Zlatko Krznarić (8) Krunoslav Zganec (6) Zeljko Feher (2)           |
| 5 | Francja   | 11 | Christophe Dubernard (7) Stéphane Trésarrieu (2) Jerome Georges (2) |

### Grupa A
- Debreczyn, 23 sierpnia 1997
- Awans:  Czechy oraz  Węgry

| 1 | Czechy   | 27 | Antonín Kasper (16) Tomáš Topinka (11) Václav Milík (–)              |
| 2 | Węgry    | 25 | Zoltán Adorján (10) Sándor Tihanyi (10) László Bódi (5)              |
| 3 | Słowenia | 19 | Matej Ferjan (14) Izak Šantej (5) Gerhard Lekse (–)                  |
| 4 | Ukraina  | 15 | Ihor Marko (10) Wołodymyr Kołodij (5) Ołeksandr Latosinski (–)       |
| 5 | Norwegia | 15 | Trygve Jensen (11) Kenneth Borgenhaug (4)                            |
| 6 | Włochy   | 14 | Andrea Maida (10) Alessandro Dalle Valle (4) Alessandro Milanese (–) |
| 7 | Łotwa    | 11 | Nikolajs Kokins (7) Aleksandrs Biznia (4)                            |

## Finał
- Piła, Stadion Polonii, 13 września 1997

| 1 | Dania   | 27 | Hans Nielsen (14) Tommy Knudsen (13) Jesper Bruun Monberg (–)   |
| 2 | Polska  | 25 | Tomasz Gollob (13) Piotr Protasiewicz (12) Jacek Krzyżaniak (0) |
| 3 | Szwecja | 21 | Tony Rickardsson (17) Jimmy Nilsen (3) Peter Karlsson (1)       |
| 4 | Niemcy  | 17 | Robert Barth (9) Robert Kessler (8) Matthias Kröger (–)         |
| 5 | Czechy  | 16 | Tomáš Topinka (10) Antonín Kasper (6) Václav Milík (0)          |
| 6 | Rosja   | 10 | Roman Poważny (7) Rinat Mardanszyn (3) Siergiej Jeroszyn (0)    |
| 7 | Węgry   | 9  | Sándor Tihanyi (6) Zoltán Adorján (3) László Bódi (0)           |